# Теодора Дукина Ватацина
Теодора Дукина Ватацина (на гръцки: Θεοδώρα Δούκαινα Βατάτζαινα, Theodora Doukaina Vatatzaina; * 1240; † 4 март 1303) е византийска императрица, съпруга на император Михаил VIII Палеолог.

## Произход и ранни години
Дъщеря е на Йоан Дука Ватаци (* 1215) и Евдокия Ангелина. Георги Акрополит съобщава, че родителите ѝ умират рано (майка ѝ умира последна през 1250 г.) и малката Теодора е отгледана от никейския император Йоан III Дука Ватаций, чичо на баща ѝ, който я обичал като собствена дъщеря.

## Брак с Михаил VIII Палеолог
През 1253 Йоан III омъжва Теодора за Михаил Палеолог, който е внук на византийския императиор Алексий III Ангел и Ефросина Дукина Каматерина. Благодарение на произхода и качествата си съпругът на Теодора бързо се издига в имперската йерархия.
След смъртта на Йоан III властта в Никейската империя преминава в ръцете на Теодор II Ласкарис. Новият император е първи братовчед на бащата на Теодора, поради което тя и съпругът ѝ се ползват с доверието на новия император. Теодор II обаче оставя администрацията в ръцете на бюрократи от средната класа вместо в ръцете на висшите аристократи. Това е причина срещу императора и първия му министър, мегадоместика Георги Музалон, да се формира опозиция в лицето на благородниците. Начело на благородническата фракция застава съпругът на Теодора. През 1256 г. Михаил Палеолог е уличен в заговор с иконийския султан Кейкубад II и е прогонен от Никея в Икония. Не е известно дали Теодора е последвала съпруга си в изгнаничеството му или е останала в Никея.
През 1258 г. Теодор II отзовава Михаил обратно в Никея, като дава гаранции за сигурността му. Михаил е реабилитиран и възстановен на предишната си длъжност – командир на френските наемници.
Теодор II умира от епилепсия на 18 август 1258 и е наследен от малолетния Йоан IV Ласкарис, втори братовчед на Ирина. Императорът управлява чрез регентството на Георги Музалон. Георги Музалон обаче е убит и мястото му е заето от Михаил Палеолог, който съсредоточава властта в ръцете си. Така Теодора се оказва омъжена за новия господар на Империята.

## Императрица
На 1 януари 1259 Михаил Палеолог е провъзгласен за съимператор на Йоан IV. Михаил се ползва с подкрепата на старите си съюзници от аристократическата фракция и с тази на Република Генуа.
На 25 юли 1261 г. никейският военачалник Алексий Стратегопул успява да превземе Константинопол, столица на Латинската империя след 1204 г. На 15 август същата година Михаил Палеолог влиза триумфално в града. Скоро в Константинопол пристигат Теодора и децата ѝ. През септември 1261 г. Михаил Палеолог е коронован за император на възродената Византийска империя. Теодора е обявена за императрица и получава титлата Августа.
На 25 декември 1261 г. останалият в Никея Йоан IV е детрониран и ослепен по заповед на Михаил VIII Палеолог.
Михаил VIII Палеолог умира на 11 декември 1282. Императрица Теодора надживява съпруга си с почти 21 години. Тя умира на 4 март 1303.

## Деца
Теодора Ватацина и Михаил Палеолог имат седем деца:
- Мануил Палеолог (1254 – 1259)
- Андроник II Палеолог (1259 – 1332)
- Константин Палеолог (1261 – 1306)
- Ирина Палеологина, омъжена за българския цар Иван Асен III
- Анна Комнина Палеологина, омъжена за Димитър Дука Комнин Кутрулис
- Евдокия Палеологина, омъжена за Йоан II Велики Комнин, император на Трапезунд
- Теодора Палеологина, омъжена за грузинския крал Давид VI Нарин